# 張智峰
張智峰（1981年4月22日—）為臺灣籃球教練、前運動員，現擔任中原大學籃球隊總教練。

## 學生生涯
- 台中縣立神岡國中籃球隊
- 國立屏東高級中學籃球隊
- 台北體院籃球隊

## 職業生涯
1999年張智峰開始跟隨中華職籃幸福豹練球，被幸福豹列為培訓球員。同年12月初，中華職籃計畫在2000年初舉辦千禧紀念賽，大專體總同意讓大專球員參與千禧紀念賽，幸福豹因此註冊張智峰。
2000年3月，幸福水泥重返社會甲組籃球聯賽，張智峰同時被幸福水泥與台灣啤酒登錄，經過球隊協調後，張智峰效力幸福水泥。
2001年4月，張智峰在球隊解散後與田壘、許澤鑫轉戰達欣工程。2002年效力過北京奥神。
2007年3月2日，張智峰單場命中13記三分球，其中第四節投進7記三分球，皆為超級籃球聯賽之最紀錄。
2009年5月，張智峰成為繼林志傑之後，第二位同時獲得超級籃球聯賽年度MVP以及總冠軍賽MVP兩座獎項。
2018年5月，張智峰選擇正式高掛球鞋退役。
2022年2月8日，張智峰復出加盟T1聯盟桃園雲豹。4月5日，張智峰在出戰台灣啤酒英熊比賽中與林泰樂爭搶球權時右手受傷退場，賽後球團宣布張智峰右手掌骨骨折，賽季提前報銷。

## 國家隊生涯
- 光華男子籃球代表隊（1999年～2000年）
- 中華台北男子籃球代表隊（2004年～2007年，2009年）

## 教練生涯
第十五季超級籃球聯賽加入教練團一起分擔球隊重任，身兼球員、教練職務。第十六季超級籃球聯賽轉任助理教練。隔年出任中原大學籃球隊教練。

## 個人生活
張智峰的配偶是臺灣藝人嚴立婷。

## 外部連結
- 張智峰的Facebook專頁
- 張智峰在fiba.basketball（英语）
- 張智峰在archive.fiba.com（存檔）（英语）
- 張智峰在Eurobasket.com（球員）（英语）
- 張智峰在RealGM（英语）